# Glyptothorax minimaculatus
Glyptothorax minimaculatus är en fiskart som beskrevs av Li, 1984. Glyptothorax minimaculatus ingår i släktet Glyptothorax och familjen Sisoridae. Inga underarter finns listade i Catalogue of Life.